# Carlos Ferro (actor)
Carlos Mauricio Ferro Fernández (Torreón, Coahuila de Zaragoza, 5 de julio de 1984) es un actor de televisión y director musical mexicano.

## Estudios
Ferro realizó sus estudios de actuación en M&M Studio, de la actriz mexicana Patricia Reyes Spíndola y en el primer Taller de actores Telemundo con la actriz mexicana Adriana Barraza.
Estudió Ingeniería genética antes de ser actor.

## Carrera

### Actor
En 2002 comienza a trabajar como actor y modelo en grabaciones de comerciales en México, D.F. En 2006 consigue un pequeño papel secundario dentro de la tercera temporada de Rebelde.
En mayo de 2013 regresa a Televisa para ser parte del elenco estelar de la telenovela De que te quiero, te quiero en el papel de Alonso.

### Director
En septiembre de 2012 dirige y edita su primer videoclip musical: Dónde (Minina Productions) con el cantautor Yulian y la actuación especial de la actriz mexicana Ana Layevska.
En octubre de 2012 dirige y edita su segundo videoclip musical: Calendario Maya (FilmMia) con el cantautor puertorriqueño Obie Bermúdez. Su estreno mundial se realiza en Estados Unidos en el programa "Primer impacto" de la cadena Univisión del 1 de noviembre de 2012.
En noviembre del mismo año dirige y edita su tercer videoclip musical: Cuando pienso en ti (Minina Productions) con el cantante italiano Patrizio Buanne.

## Filmografía

### Televisión
| Año       | Título                            | Personaje                      |
| --------- | --------------------------------- | ------------------------------ |
| 2005-2006 | Rebelde                           | Carlos Mendoza                 |
| 2007      | Dame chocolate                    | Roberto Solis                  |
| 2009-2010 | Más sabe el diablo                | Gregorio Ramírez               |
| 2010      | Perro amor                        | Benny Caparroso "El Pastelito" |
| 2010-2011 | Eva Luna                          | Carlos Maldonado               |
| 2011      | Mi corazón insiste en Lola Volcán | Camilo Andrade                 |
| 2012      | Relaciones peligrosas             | Santiago Madrazo               |
| 2013-2014 | De que te quiero, te quiero       | Alonso Cortés                  |
| 2014      | Reina de corazones                | Lázaro Leiva                   |
| 2015-2016 | Bajo el mismo cielo               | Matías Morales                 |
| 2016-2017 | Vuelve temprano                   | Manuel Carvallo                |
| 2017      | La fiscal de hierro               | Joaquín Muñoz                  |
| 2017      | Érase una vez                     | Marco Thierón                  |
| 2017-2018 | Caer en tentación                 | Santiago Álvarado              |
| 2018      | La jefa del campeón               | Daniel Rodríguez "La Bomba"    |
| 2018      | Mi marido tiene familia           | Rodolfo                        |
| 2019      | Los elegidos                      | Mario García                   |
| 2021      | Fuego ardiente                    | Gabriel Montemayor             |
| 2022      | Amores que engañan                | German Stefano                 |
| 2023      | De brutas, nada                   | Ismael                         |
| 2023      | Vencer la culpa                   | Franco Beltrán                 |
| 2024      | Mujeres asesinas                  | Guillermo                      |
| 2024      | Ligeramente diva                  | Alejandro Diaz del Castillo    |
| 2024      | Dra. Lucía, un don extraordinario | Dr. Patricio Quiroz            |

## Premios y nominaciones
- 2012: Nominado por el Miami Life Awards al premio de Mejor actor de reparto de telenovela por su trabajo en Relaciones peligrosas.[16]
- 2011: La revista Cosmopolitan en español lo seleccionó como uno de los Cosmo hombres.[17][18]
- 2011: La revista People en Español -  Lista de nominados al premio de Mejor actor secundario de Telenovelas 2011 por su trabajo en Mi corazón insiste... en Lola Volcán.[19]
- 2010: La revista mexicana Quién lo nombró como uno de los hombres más sexys.[20]

### Premios People en Español
| Año  | Categoría              | Telenovela                        | Resultado |
| ---- | ---------------------- | --------------------------------- | --------- |
| 2011 | Mejor actor secundario | Mi corazón insiste en Lola Volcán | Nominado  |
| 2012 | Mejor actor secundario | Relaciones peligrosas             | Nominado  |

### Miami Life Awards
| Año  | Categoría                                         | Telenovela                        | Resultado |
| ---- | ------------------------------------------------- | --------------------------------- | --------- |
| 2012 | Mejor actor de reparto                            | Mi corazón insiste en Lola Volcán | Nominado  |
| 2013 | Televisión - Mejor actor de reparto de Telenovela | Relaciones peligrosas             | Nominado  |

### Premios TV y Novelas México
| Año  | Categoría               | Telenovela          | Resultado |
| ---- | ----------------------- | ------------------- | --------- |
| 2018 | Mejor actor coestelar   | Caer en tentación   | Ganador   |
| 2019 | Mejor actor protagónico | La jefa del campeón | Nominado  |